# Bandcamp
Bandcamp ist ein Online-Musikdienst und eine Plattform zur Promotion, die sich insbesondere an unabhängige Künstler richtet. Künstler bei Bandcamp besitzen eine veränderbare Microsite mit den Alben, die sie hochladen. Viele Titel können kostenfrei auf der Internetseite abgespielt werden. Künstler können festlegen, ob Musikdownloads kostenlos oder kostenpflichtig möglich oder an die Angabe einer E-Mail-Adresse gekoppelt sind. Bandcamp nimmt einen Anteil von 15 % an den Verkäufen auf der Website, wobei der Anteil nach der Einnahme von mehr als 5.000 US-Dollar durch Verkäufe auf 10 % sinkt. Die Teilnahme bei Bandcamp ist kostenlos.
Bei dem Download der Musik können Kunden zwischen den Formaten MP3 mit einer konstanten Bitrate von 320 kbit/s, MP3 mit variabler Bitrate, AAC, Ogg Vorbis mit einer konstanten Bitrate von 192 kbit/s und verlustfreiem FLAC, WAV und ALAC wählen. Der Upload ist in den Formaten WAV, AIFF oder FLAC möglich.

## Geschichte
Die Idee zu Bandcamp entstand 2007, nachdem Ethan Diamond, der Gründer der Website, eine frustrierende Erfahrung beim Versuch gemacht hatte, das selbstveröffentlichte Album einer Band herunterzuladen. Daraufhin verließ er seinen bisherigen Arbeitgeber Yahoo und gründete 2008 Bandcamp. Sitz des Unternehmens ist im kalifornischen Oakland.
Bandcamp erhielt im Juli 2010 Aufmerksamkeit, als Amanda Palmer ihr Musiklabel aufgab und anfing, ihre Alben auf Bandcamp zu verkaufen. Palmer nahm dabei innerhalb von drei Minuten nach Veröffentlichung der EP Amanda Palmer Performs the Popular Hits of Radiohead on Her Magical Ukulele auf Bandcamp 15.000 US-Dollar ein. Auch Sufjan Stevens nutzt Bandcamp zum Verkauf seiner Alben; er erreichte mit der EP All Delighted People allein durch Verkäufe bei Bandcamp die Billboard-200-Charts.
Die Beliebtheit der Internetseite stieg 2011, als einige Indie-Games-Entwickler die Soundtracks ihrer Spiele auf Bandcamp veröffentlichten. Dazu gehörten Bastion, Machinarium, Terraria, Pflanzen gegen Zombies, Limbo, Super Meat Boy, To the Moon und Minecraft. Im Dezember 2011 machte die Website zum ersten Mal im Zeitraum eines Monats einen Umsatz von einer Million US-Dollar. 2016 machte Bandcamp erstmals publik, wie viel sie den bei ihr gelisteten Künstlern seit Gründung der Webseite an Geld ausgezahlt habe: Die Summe belief sich auf rund 150 Millionen Dollar. Nachdem Donald Trump das Einreiseverbot für Bürger aus sieben mehrheitlich muslimischen Ländern erlassen hatte, startete Bandcamp eine Spenden-Aktion: Am 3. Februar 2017 spendete das Unternehmen 100 Prozent seiner Einnahmen an die American Civil Liberties Union, rund 400 Label und Künstler auf Bandcamp schlossen sich an. Insgesamt wurden knapp 100.000 US-Dollar gespendet.
Am 2. März 2022 wurde vom Unternehmen bekanntgegeben, dass Bandcamp vom Softwareunternehmen Epic Games übernommen worden ist. Einzelheiten zu der Übernahme wurden nicht mitgeteilt. Der Online-Musikdienst betont allerdings, die Eigentumsstrukturen der dort veröffentlichten Inhalte nicht ändern zu wollen, als eigenständige Plattform bestehen zu bleiben und auch weiterhin ein faires Vergütungssystem für Kulturschaffende bieten zu wollen. Epic Games hebt in einer Stellungnahme ergänzend hervor, dass Bandcamp eine wichtige Rolle beim Ausbau eines virtuellen Marktplatzes für Kreative und deren Leistungen spielen werde.
Ende September 2023 wurde bekannt, dass Epic Bandcamp wieder verkauft hat. Neuer Eigentümer ist Songtradr. Noch kurz vor dem Verkauf wurde 16 % der Belegschaft entlassen, nach dem Verkauf wurde etwa die Hälfte der Beschäftigten nicht übernommen. Im Zuge der Entlassungswelle wurden alle Gewerkschafter und der erst zum Jahresbeginn gegründete Betriebsrat entlassen.

## Vertriebsmöglichkeiten
Bei Bandcamp können die Künstler genau bestimmen, wie die Fans ihre Musik beziehen können. Erstes Unterscheidungskriterium ist, ob überhaupt ein Download ermöglicht wird. Sofern dies gewünscht ist, kann er auch kostenlos erfolgen. Hierfür steht ein Kontingent von 200 Gratisdownloads pro Monat zur Verfügung. Für je 500 US-Dollar an Umsätzen wird das Kontingent um 1.000 Downloads erhöht. Zusätzlich können für einen Preis von 1,5 bis 3 US-Cent weitere Downloads gekauft werden. Optional kann der Gratis-Download an das Angeben einer gültigen E-Mail-Adresse gekoppelt werden, an die der Download-Link geschickt wird. Nach dem gleichen Schema können auch Download-Codes generiert und vergeben werden. Neben dem Setzen eines festen Preises ist es auch möglich, den Käufer bestimmen zu lassen, wie viel er bezahlen möchte. Hierbei kann ein Mindestbetrag festgesetzt werden. Die Downloads können um Bonus-Material wie Fotos und Videos ergänzt werden. Es können auch Fan-Artikel angeboten werden, bei denen die Preisgestaltung analog zu den Downloads erfolgt.
Bandcamp unterstützt auch Creative-Commons-Lizenzen. Bei jedem hochgeladenen Musikstück kann neben „All rights reserved“ auch eine der sechs 3.0er-Lizenzen ausgewählt werden. Es kann auch eine Kombination verschiedener Lizenzen genutzt werden.